# 夫子廟

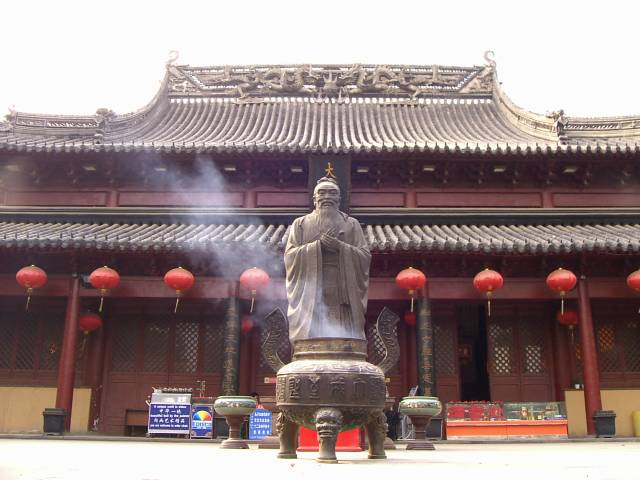
大成殿と孔子の像

夫子廟（ふうしびょう）は、中華人民共和国南京市秦淮区の秦淮河北岸の貢院街に位置する孔子廟。一般的には李香君故居、江南貢院、王導謝安紀念館など秦淮河周辺から建康路周辺の地域も夫子廟と呼ばれており、一帯は中国の5A級観光地に指定されている。南京の有数な歓楽街でもあり夜遅くまで賑わっている。
夫子廟は337年に設立され、1034年に孔子廟に改築された。毎年の春節から元宵節までの間、夫子廟で「金陵灯会」が開催される（灯会はさまざまな飾り灯籠を見る娯楽的な催し）。

## 交通アクセス
- バス

南京駅近くのバス停「南京車站」で1路の公共汽車に乗車し終点「夫子廟」にて下車後、徒歩5分。33路のバスで「三山街」にて下車後、徒歩10分。
- 地下鉄

南京地下鉄1号線で三山街駅に降りてから、徒歩10分。
南京地下鉄3号線、南京地下鉄5号線で夫子廟駅に降りてから。

## ギャラリー

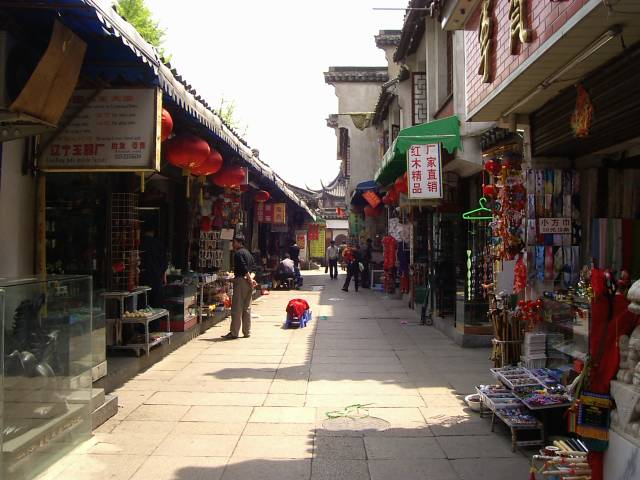
西市場
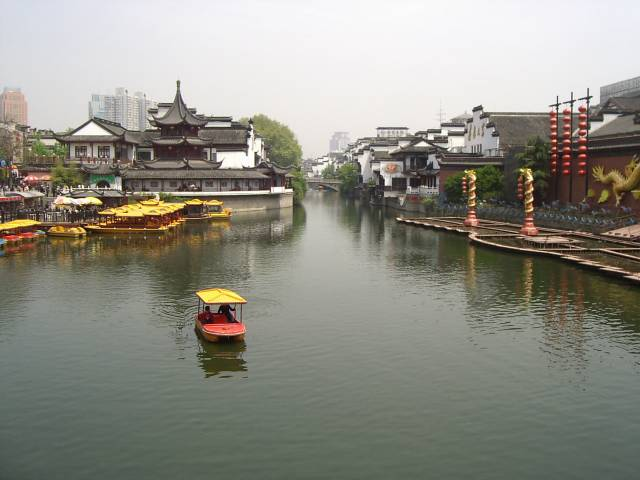
秦淮河
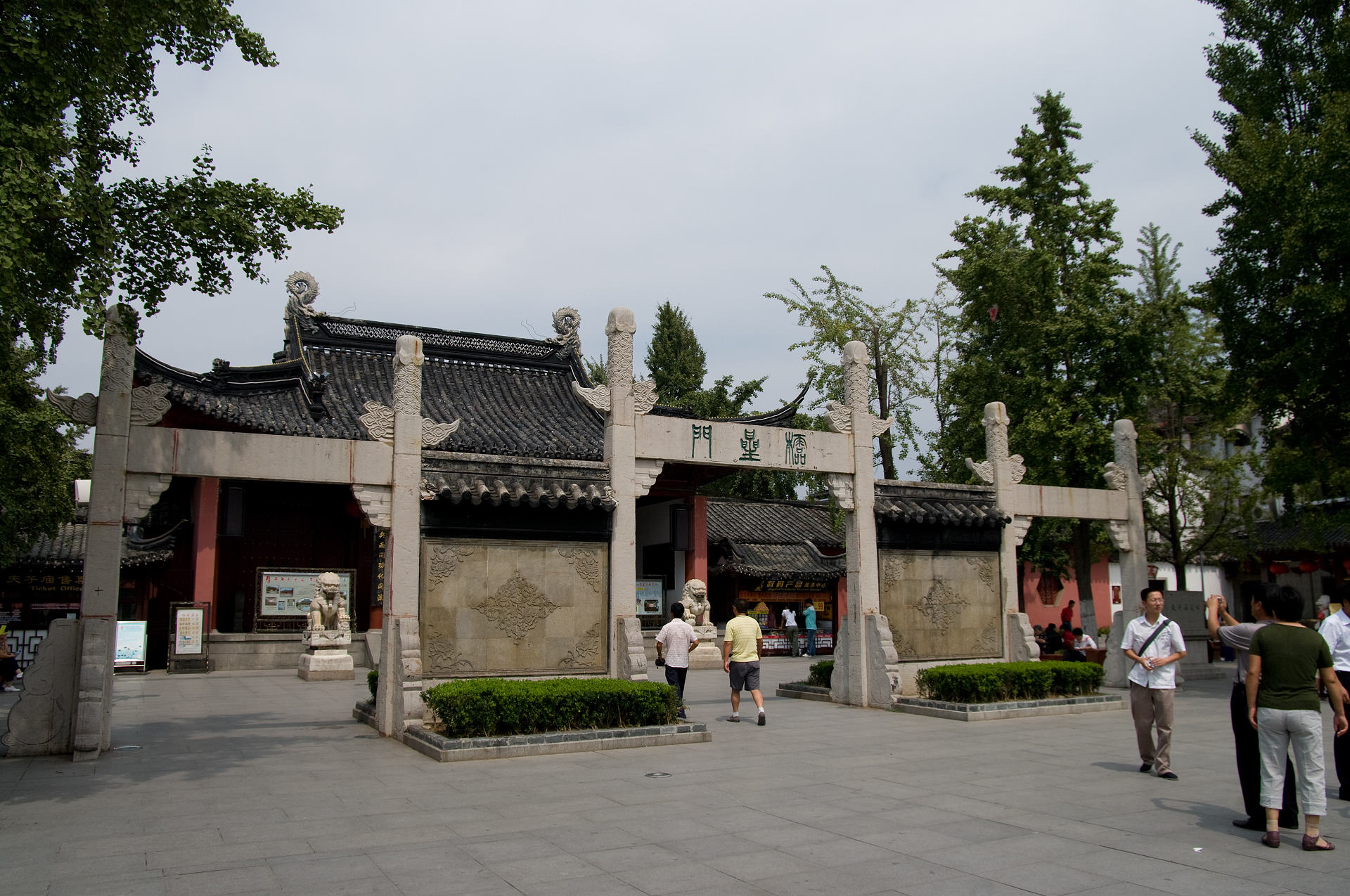
櫺星門
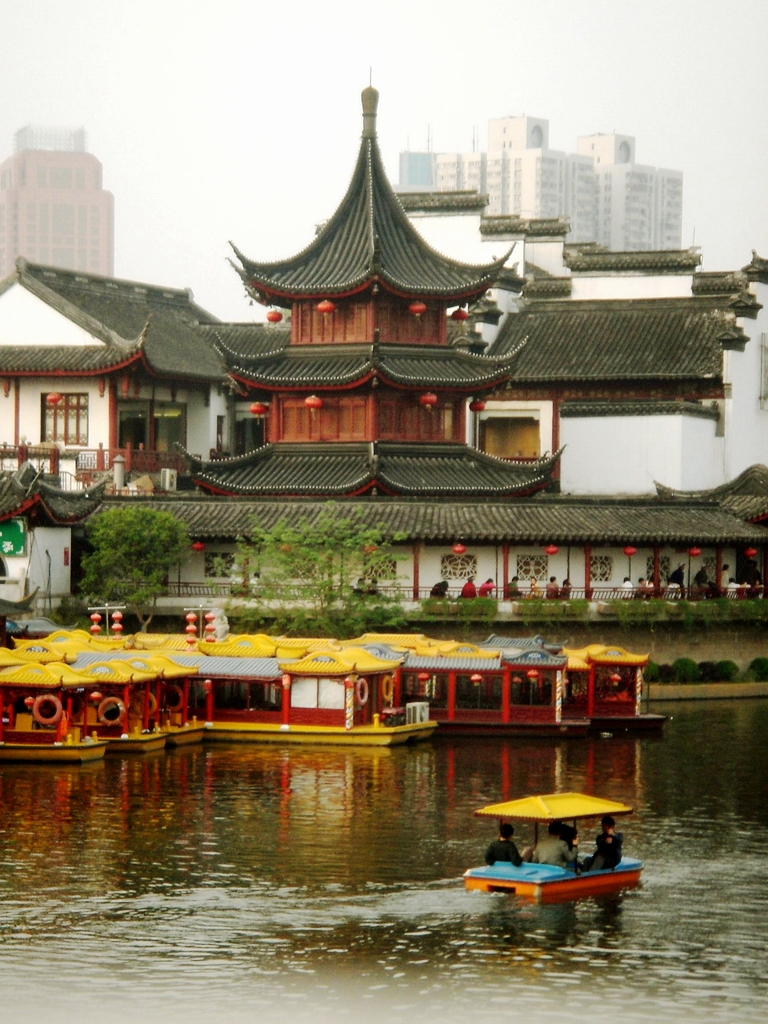
魁光閣